# Margaret Ekpo
Bassey Sampson Ekpeyong Efa coneguda com a Margaret Ekpo (nascuda Town Creek, estat de Cross River (Nigeria) 21 de desembre de 1914 - 21 de desembre de 2006) va ser una política i feminista nigeriana. Juntament amb Funmilayo Ransome-Kuti, fundadora l'any 1950 de la Unió de Dones de Nigeria, va recórrer el país mobilitzant a les dones per adquirir consciència política i participar en les organitzacions emergents per defensar els seus drets

## Homenatges i reconeixements
A partir dels anys 80 Margaret Ekpo va tenir el reconeixement públic de la seva lluita pels drets de les dones.
Des de 2001 l'aeroport de Calabar porta el seu nom: Aeroport Internacional Margaret Ekpo
El seu retrat apareix apareix en els bitllets de 5000 nairas cpnjuntament amb dues nigerianes activistes per la independència del país: Funmilayo Ransome-Kuti i Hajiya Gambo Sawaba.